# Wereldkampioenschappen tafeltennis 2007
De wereldkampioenschappen tafeltennis 2007 (officieel: LIEBHERR 2007 World Table Tennis Championships) werden van 21 mei tot en met 27 mei georganiseerd in de Kroatische stad Zagreb. Gestreden werd om wereldtitels in het enkel- en dubbelspel voor zowel mannen als vrouwen en het gemengd dubbel. De wereldkampioenschappen voor landenteams werden in 2006 gehouden.

## Titelverdedigers
Bij de voorgaande wereldkampioenschappen in 2005 veroverde China alle gouden medailles. Een overzicht van de regerend wereldkampioenen:
| Enkel      | Enkel        | Dubbel                | Dubbel                | Gemengd dubbel     |
| Mannen     | Vrouwen      | Mannen                | Vrouwen               | Gemengd dubbel     |
| ---------- | ------------ | --------------------- | --------------------- | ------------------ |
| Wang Liqin | Zhang Yining | Kong Linghui Wang Hao | Wang Nan Zhang Yining | Guo Yue Wang Liqin |

## Medaillewinnaars 2007
| Discipline         | Goud                  | Zilver              | Brons                                               |
| ------------------ | --------------------- | ------------------- | --------------------------------------------------- |
| Enkelspel mannen   | Wang Liqin            | Ma Lin              | Ryu Seung-min Wang Hao                              |
| Enkelspel vrouwen  | Guo Yue               | Li Xiaoxia          | Zhang Yining Guo Yan                                |
| Dubbelspel mannen  | Chen Qi Ma Lin        | Wang Hao Wang Liqin | Chang Yen-shu Chiang Peng-lung Ko Lai Chak Li Ching |
| Dubbelspel vrouwen | Wang Nan Zhang Yining | Guo Yue Li Xiaoxia  | Li Jia Wei Wang Yue Gu Kim Kyung-ah Park Mi-young   |
| Gemengd dubbelspel | Wang Liqin Guo Yue    | Ma Lin Wang Nan     | Qiu Yike Cao Zhen Ko Lai Chak Tie Yana              |

### Medailleklassement
Dubbelparen uit verschillende landen gelden ieder als 0,5.
| Plaats | Land           | Goud | Zilver | Brons | Totaal |
| 1      | China          | 5    | 5      | 4     | 14     |
| 2      | Hongkong       | 0    | 0      | 2     | 2      |
| 2      | Zuid-Korea     | 0    | 0      | 2     | 2      |
| 4      | Chinees Taipei | 0    | 0      | 1     | 1      |
| 4      | Singapore      | 0    | 0      | 1     | 1      |
| Totaal | Totaal         | 5    | 5      | 10    | 20     |

## Finales
- Enkelspel mannen: Wang Liqin - Ma Lin 4-3
- Enkelspel vrouwen: Guo Yue - Li Xiaoxia 4-3
- Dubbelspel mannen: Chen Qi/Ma Lin - Wang Hao/Wang Liqin 4-2
- Dubbelspel vrouwen: Wang Nan/Zhang Yining - Guo Yue/Li Xiaoxia 4-0
- Gemengd dubbelspel: Wang Liqin/Guo Yue - Ma Lin/Wang Nan 4-2

Individueel & team Londen 1926 · Stockholm 1928 · Boedapest 1929 · Berlijn 1930 · Boedapest 1931 · Praag 1932 · Baden bei Wien 1933 · Parijs 1934 · Wembley 1935 · Praag 1936 · Baden bei Wien 1937 · Wembley 1938 · Caïro 1939 · Parijs 1947 · Wembley 1948 · Stockholm 1949 · Boedapest 1950 · Wenen 1951 · Bombay 1952 · Boekarest 1953 · Wembley 1954 · Utrecht 1955 · Tokio 1956 · Stockholm 1957 · Dortmund 1959 · Peking 1961 · Praag 1963 · Ljubljana 1965 · Stockholm 1967 · München 1969 · Nagoya 1971 · Sarajevo 1973 · Calcutta 1975 · Birmingham 1977 · Pyongyang 1979 · Novi Sad 1981 · Tokio 1983 · Göteborg 1985 · New Delhi 1987 · Dortmund 1989 · Chiba 1991 · Göteborg 1993 · Tianjin 1995 · Manchester 1997 · Osaka 2001
Team Kuala Lumpur 2000 · Doha 2004 · Bremen 2006 · Guangzhou 2008 · Moskou 2010 · Dortmund 2012 · Tokio 2014 · Kuala Lumpur 2016 · Halmstad 2018 · Busan 2020 · Chengdu 2022 · Busan 2024 
 Individueel Eindhoven 1999 · Parijs 2003 · Shanghai 2005 · Zagreb 2007 · Yokohama 2009 · Rotterdam 2011 · Parijs 2013 · Suzhou 2015 · Düsseldorf 2017 · Boedapest 2019 · Houston 2021 · Durban 2023 · Doha 2025